# 朗肯循环

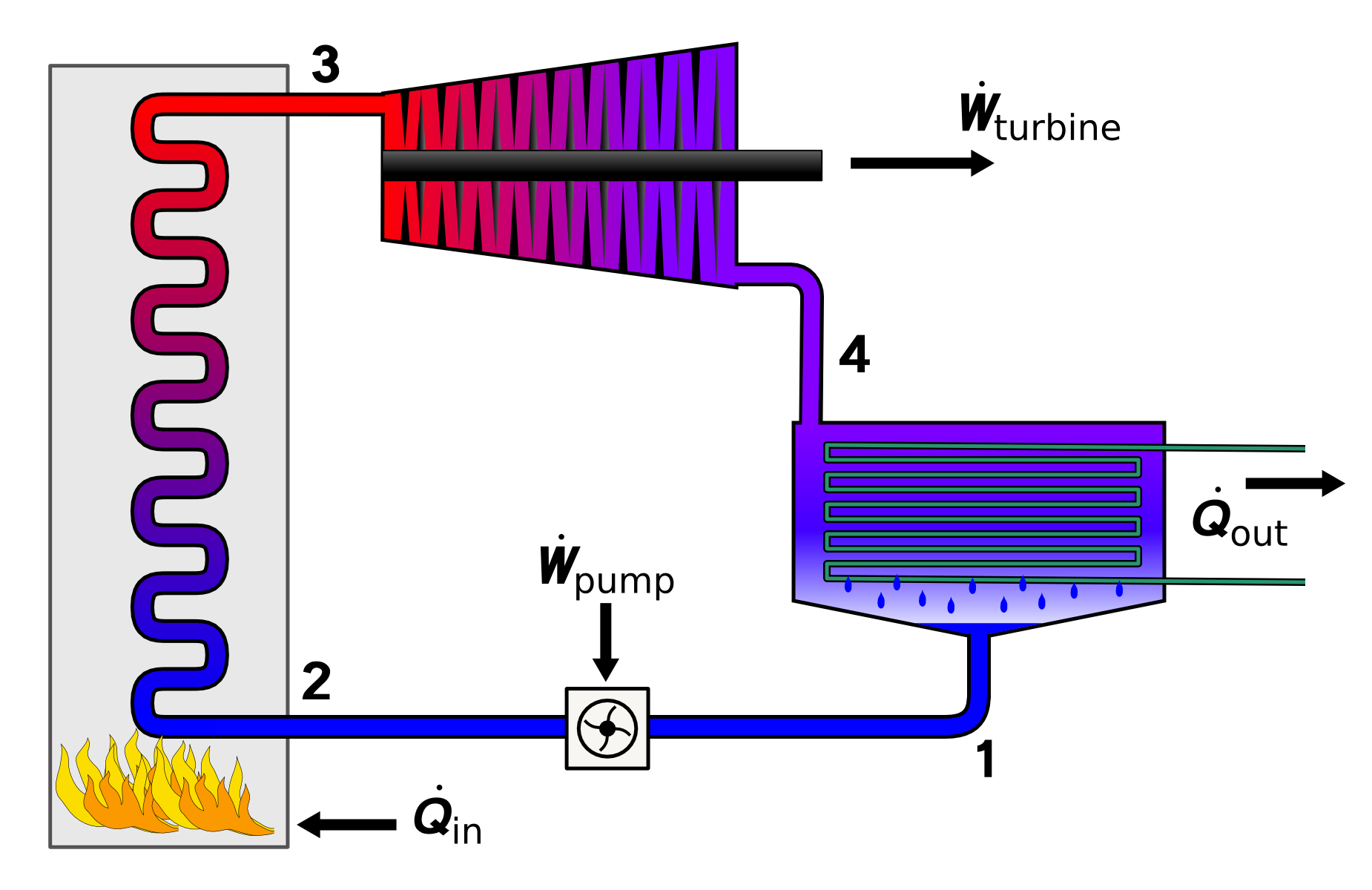
朗肯循环的流程圖

朗肯循环（英語：Rankine Cycle）也被称为兰金循环，是一种将热能转化为功的热力学循环。郎肯循环从外界吸收热量，将其闭环的工质，通常使用水加热做功。郎肯循环产生世界上90％的电力，包括几乎所有的太阳能热能，生物质能，煤炭与核能的电站。它是根据苏格兰博学家和格拉斯哥大学教授威廉·約翰·麥誇恩·蘭金（William John Macquorn Rankine）的名字命名的。郎肯循环是支持蒸汽机的基本熱力學原理。

## 循環過程
朗肯循环有以下四個過程。

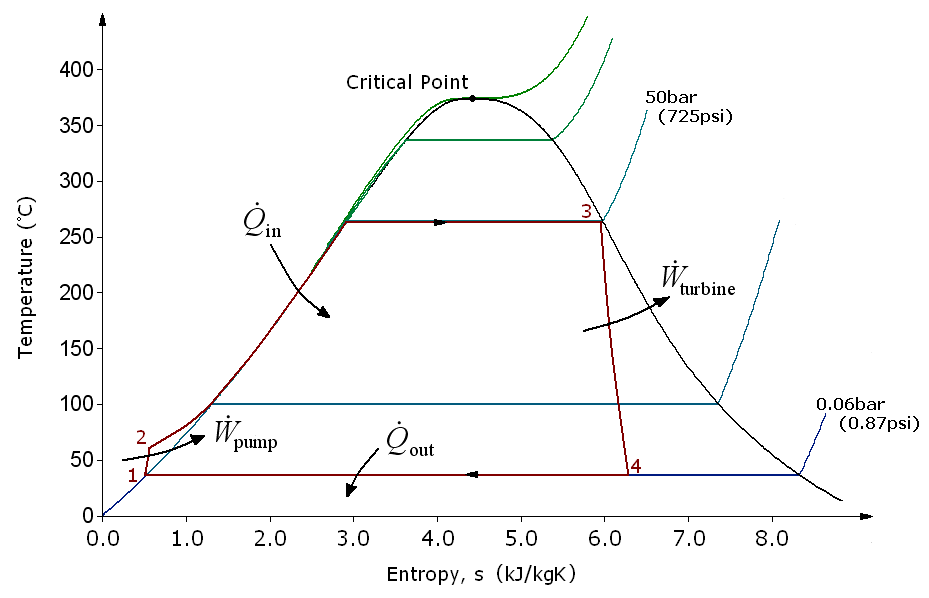
典型朗肯循环的溫度與熵關係圖

1. 液體被水泵壓縮，液體會從低壓上升至高壓，成為高壓液。
2. 高壓液被注入鍋爐加熱，在恆定壓力下，高壓液吸收了外部熱源成為飽和蒸汽。
3. 飽和蒸汽膨脹後，會推動渦輪機發電，飽和蒸汽的溫度和壓力因此減少，並成為濕蒸汽，
4. 濕蒸汽然後進入冷凝器，被冷凝成為飽和液體。

## 有機朗肯循環
有機朗肯循環特指使用有機溶液作為工作流體的朗肯循環，被廣泛運用在工業廢熱回收、太陽熱能發電、生質能燃燒發電上。由於有機溶液的沸點較低，因此可以利用溫度較低的熱源運作。在有機溶液的選用上，通常會使用乾性溶液（dry fluid），目的是避免壓降過程發生兩相混合而損壞渦輪葉片。熱源溫度會影響其工作流體的選擇，適合的工作流體是各種冷媒（攝氏100度至180度）、碳氫化合物（攝氏180度至250度）、矽氧烷（攝氏250度至400度）。